# Calosirus terminatus
Calosirus terminatus är en skalbaggsart som först beskrevs av Herbst 1795.  Calosirus terminatus ingår i släktet Calosirus, och familjen vivlar. Arten är reproducerande i Sverige.